# Heinrich von Ostau
Karl Heinrich Julius von Ostau (* 1. März 1790 in Königsberg; † 11. Juli 1872 in Dretzel) war ein preußischer Generalmajor.

## Leben

### Herkunft
Heinrich war ein Sohn des Landrates des Kreises Schaaken und Landesdirektors Julius von Ostau (1738–1808) und dessen zweiter Ehefrau (⚭ 1786) Johanna Sofia Karoline, geborene von Tiedemann (1767–1852). Sie war eine Tochter des Generalmajors Karl Eduard von Tiedemann.

### Militärkarriere
Am 1. September 1805 trat Ostau als Junker in das Dragonerregiment „von Auer“ der Preußischen Armee ein und avancierte am 1. November 1806 zum Fähnrich befördert. Als solcher nahm er während des Vierten Koalitionskrieges an den Kämpfen bei Preußisch Eylau, Heilsberg, Liebstadt, Soldau, Wusen und Königsberg teil. Ostau stieg Mitte Mai 1807 zum Sekondeleutnant auf. 
Während der Befreiungskriege kämpft er bei Großgörschen, wo er eine Belobigung erhielt und am 8. Dezember 1813 Premierleutnant wurde. Im weiteren Kriegsverlauf nahm Ostau an den Schlachten bei Bautzen und an der Katzbach teil, erhielt für Leipzig das Eiserne Kreuz II. Klasse und war beim Übergang bei Wartenburg. Im Feldzug von 1814 bekam er bei Laon den Orden des Heiligen Wladimir IV. Klasse und für Paris erhielt Ostau eine silberne Medaille. Ferner war er bei den Gefechten von Königswartha, Waldau, Hochkirch, Reichenbach, Montmirail, Sezanne, Chateau-Thierry und Namur. 
Im Juni 1815 kämpfte er in der Schlacht bei Waterloo, wurde mit dem Sankt-Stanislaus-Orden III. Klasse ausgezeichnet und am 8. September 1815 in das Regiment der Gardes du Corps versetzt. Dort avancierte Ostau 7. April 1816 zum Rittmeister und Kompaniechef. Am 8. April 1831 erfolgte die Beförderung zum Major und im Juli 1832 die Ernennung zum etatsmäßigen Stabsoffizier. Man beauftragte ihn dann am 30. März 1839 zunächst mit der Führung des 4. Ulanen-Regiments und ernannte Ostau am 28. Januar 1840 zum Regimentskommandeur. In gleicher Eigenschaft wurde er am 30. März 1840 in das 2. Garde-Ulanen-(Landwehr-)Regiment nach Berlin versetzt und in dieser Stellung am 12. September 1841 zum Oberstleutnant sowie am 30. März 1844 zum Oberst befördert. Unter Verleihung des Charakters als Generalmajor nahm Ostau am 18. September 1845 seinen Abschied mit Pension. Nach seiner Verabschiedung verlieh ihm König Wilhelm I. am 22. März 1862 den Roten Adlerorden II. Klasse mit Eichenlaub.
Ostau starb am 11. Juli 1872 in Dretzel. Er war Rechtsritter des Johanniterordens.

### Familie
Am 20. August 1821 heiratete er in Potsdam Bertha von Bischoffwerder (1800–1823), jüngste Tochter des Generalmajors Hans Rudolf von Bischoffwerder. Eine Gedenktafel für sie findet sich in der Dorfkirche Marquardt. Das Paar hatte zwei Töchter:
- Mathilde (1822–1902) ⚭ 4. Oktober 1844 Rudolf Stein von Kaminski (1818–1875), preußischer Generalmajor
- Bertha (1823–1895) ⚭ 15. Oktober 1869 August von Kleist (1818–1890), preußischer Generalmajor

Nach dem Tod seiner ersten Frau heiratete er am 20. August 1826 in Dretzel Adelgunde von Stilke (1798–1869). Sie war Herrin auf Dretzel und Ringelsdorf sowie Tochter des Ludwig Hermann von Stilcke (1764–1835). Das Paar hatte mehrere Kinder:
- Hermann (1827–1847)
- Eugen (1828–1901), Oberst a. D., Herr auf Dretzel, Stifter des Astes Dretzel ⚭ 1855 Anna Bertha Luise Adelaide von Zastrow (* 1836), Eltern von Hans von Ostau
- Heinrich (1833–1895), Premierleutnant a. D., Herr auf Ringelsdorf, Stifter des Astes Ringelsdorf ⚭ 1872 Pauline Julie Henriette Karoline von Knobloch (* 1837)
- Ludwig (1835–1904), preußischer Generalleutnant ⚭ 1872 Adele Mathilde von Plotho (* 1843) aus dem Hause Parey[2]
- Hedwig (1844–1926) ⚭ 16. Januar 1878 Guiscard Graf Hue de Grais (1840–1920), preußischer Oberst a. D., Bruder von Robert Hue de Grais